# Bright Future
Bright Future  — шестой студийный альбом американской инди-фолк-певицы Адрианны Ленкер (вокалистки и гитаристки группы Big Thief), вышедший 22 марта 2024 года на лейбле 4AD Records. Он был спродюсирован ею вместе с Филиппом Вайнробом. Альбом номинирован на 67-ю ежегодную премию «Грэмми» в категории «Лучший фолк-альбом».

## Отзывы
| Совокупная оценка    | Совокупная оценка |
| Источник             | Оценка            |
| -------------------- | ----------------- |
| AnyDecentMusic?      | 8.4/10            |
| Metacritic           | 87/100            |
| Оценки критиков      |                   |
| Источник             | Оценка            |
| AllMusic             | [ 4 ]             |
| DIY                  | [ 5 ]             |
| Exclaim!             | 9/10              |
| The Line of Best Fit | 9/10              |
| Mojo                 | [ 8 ]             |
| Paste                | 9.7/10            |
| Pitchfork            | 8.4/10            |
| Far Out Magazine     | [ 11 ]            |

Альбом получил положительные отзывы музыкальных критиков и интернет-изданий.
Согласно агрегатору рецензий Metacritic, Bright Future получил «всеобщее признание» на основе средневзвешенной оценки 87 из 100 из 22 оценок критиков. Редакторы агрегатора рецензий AnyDecentMusic? поставили Bright Future оценку 8,4 из 10 на основе 22 оценок критиков.
Рецензируя альбом для AllMusic, Марси Донелсон написала, что Bright Future — «это тот тип альбома без наполнения, в котором достаточно разнообразия и остроты, чтобы каждая песня стала чьей-то любимой». The Line of Best Fit также дал положительную рецензию, похвалив смесь Ленкера из «фолка, кантри и психоделии».
В предварительной рецензии для Pitchfork Энди Куш назвал альбом «свободным и интуитивным» и присвоил ему звание «Лучшая новая музыка». Он выделил треки «Real House» и «Evol». В другой положительной рецензии Мэтт Браун из DIY отметил, что альбом обладает «серьёзностью, которая не всегда использовалась ранее» в предыдущих работах Ленкер. Джон Амен из No Depression написал: «С Bright Future Ленкер уходит в часто созерцательное пространство, откладывая в сторону определяющие жанр гештальты Big Thief и более неустойчивые позиции Songs … [её] последний сет подчёркивает её глубину и разносторонность, напоминая нам, что она авангардист и традиционалист, настроенный как на будущее, так и на прошлое».
8 ноября 2024 года альбом Bright Future был номинирован на 67-й ежегодной премии «Грэмми» в категории «Лучший фолк-альбом». Это её первая сольная работа, номинированная на премию «Грэмми».

### Итоговые годовые списки
| Публикация/критик | Список                  | Ранг | Ссылка |
| ----------------- | ----------------------- | ---- | ------ |
| Exclaim!          | 50 Best Albums of 2024  | 24   | [ 15 ] |
| MOJO              | 75 Best Albums of 2024  | 35   | [ 16 ] |
| Rough Trade UK    | Albums of the Year 2024 | 21   | [ 17 ] |
| Time Out          | The Best Albums of 2024 | 18   | [ 18 ] |
| Uncut             | 80 Best Albums of 2024  | 6    | [ 19 ] |

## Список композиций
Слова и музыка всех песен — Адрианны Ленкер.
| №                   | Название            | Длительность |
| ------------------- | ------------------- | ------------ |
| 1.                  | «Real House»        | 5:58         |
| 2.                  | «Sadness as a Gift» | 4:19         |
| 3.                  | «Fool»              | 2:54         |
| 4.                  | «No Machine»        | 3:00         |
| 5.                  | «Free Treasure»     | 3:35         |
| 6.                  | «Vampire Empire»    | 3:55         |
| 7.                  | «Evol»              | 4:44         |
| 8.                  | «Candleflame»       | 2:34         |
| 9.                  | «Already Lost»      | 3:27         |
| 10.                 | «Cell Phone Says»   | 2:38         |
| 11.                 | «Donut Seam»        | 2:25         |
| 12.                 | «Ruined»            | 4:32         |
| Общая длительность: | Общая длительность: | 43:31        |

## Позиции в чартах
| Чарт (2024)                                  | Высшая позиция |
| -------------------------------------------- | -------------- |
| Австралия (ARIA)                             | 53             |
| Австрия (Ö3 Austria)                         | 65             |
| Бельгия/Фландрия (Ultratop)                  | 17             |
| Бельгия/Валлония (Ultratop)                  | 88             |
| Нидерланды (Album Top 100)                   | 33             |
| Германия (Offizielle Top 100)                | 92             |
| Ирландия (IRMA)                              | 63             |
| Новая Зеландия (RMNZ)                        | 28             |
| Португалия (AFP)                             | 57             |
| Шотландия (Scottish Albums Chart)            | 8              |
| Швейцария (Schweizer Hitparade)              | 75             |
| Великобритания (UK Albums Chart)             | 35             |
| Великобритания (UK Independent Albums Chart) | 5              |
| США (Billboard Folk Albums)                  | 18             |
| США (Billboard Top Heatseekers Albums)       | 15             |
| США (Billboard Independent Albums)           | 40             |
| США (Billboard Top Album Sales)              | 28             |